# ژاک بلنژه
ژاک بلنژه (فرانسوی: Jacques Bellenger‎؛ زادهٔ ۲۵ دسامبر ۱۹۲۷ - درگذشته ۲۴ اکتبر ۲۰۲۰) دوچرخه‌سوار اهل فرانسه بود.